# Neo (Tastaturbelegung)

Logo des Neo-Projekts

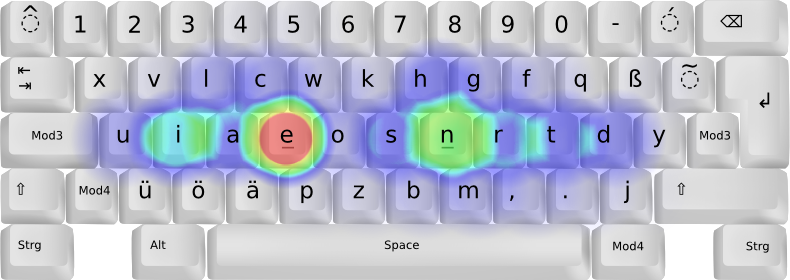
Tastenanschläge auf Neo 2: ~500.000 Zeichen, ›Effi Briest‹, Fontane

Die Hauptebene; die Farben bezeichnen die Finger, die im Zehnfingersystem benutzt werden, um diese Tasten anzuschlagen. Die toten Tasten sind dargestellt durch einen gestrichelten Kreis mit Diakritikum.

Die Ebene zwei.

Die Ebene drei enthält verschiedene Arten von Klammern und für die Programmierung verwendete Sonderzeichen, die Position von ist hervorgehoben. ♫ bezeichnet die Compose-Taste.

Die Ebene vier ist in den Navigationsblock links und den Ziffernblock rechts geteilt. und steht dabei für Löschen/Entfernen, ist die Escape-Taste, und sind die Bild-Navigationstasten und die Tasten und stehen für einen Sprung zum Anfang bzw. Ende der Zeile.

Die Ebene fünf enthält alle griechischen Kleinbuchstaben, inklusive mathematischer Varianten. Die Tasten mit Schlosssymbol erzeugen das geschützte Leerzeichen und den geschützten Bindestrich.

Auf Ebene sechs findet man viele Zeichen für den mathematischen-naturwissenschaftlichen Formelsatz.

Neo ist eine unter ergonomischen Gesichtspunkten entwickelte Tastaturbelegung für Computertastaturen mit der in Deutschland üblichen Tastenanzahl und -anordnung im alphanumerischen Bereich. Sie verfolgt das Ziel, ein angenehmes und entspanntes Zehnfingertippen sowie eine große Zeichenvielfalt zu ermöglichen.
Das Neo-Projekt sieht sich selbst als FLOSS-Projekt (Free/Libre Open Source Software) und unterstellt alle seine Veröffentlichungen freien Lizenzen.

## Konzept

### Erleichtern des Zehnfingerschreibens
Anhand der statistischen Verteilung von Buchstaben der deutschen Sprache und Untersuchungen hinsichtlich Ergonomie möchte die Neo-Tastaturbelegung die Fingerbewegungen beim Schreiben verkürzen. Die häufigsten Buchstaben liegen daher auf der Grundlinie und den schnellen Zeige- und Mittelfingern. Dadurch können im Vergleich zu anderen Tastaturbelegungen mehr Wörter geschrieben werden, ohne die Grundlinie zu verlassen.
Aus der Grundhaltung der Finger beim Tippen lassen sich so bereits 63 % aller Buchstaben eines durchschnittlichen deutschen Textes schreiben – im Gegensatz zu 25 % beim üblichen QWERTZ-Layout.
Außerdem sollen sich bei Neo beide Hände beim Schreiben möglichst oft abwechseln sowie ausgeglichen verteilt sein – die QWERTZ-Tastaturbelegung ist stark linkslastig.
Beim Entwurf der Buchstabenpositionen wurden Erfahrungen anderer Reformtastaturen berücksichtigt. Anstatt einen rein mathematischen oder experimentellen Weg zu beschreiten, kombiniert Neo die Erkenntnisse beider Wege mit dem Ziel, sowohl die Ergonomie als auch die Einprägsamkeit der Tastaturbelegung zu verbessern.

### Ebenen
Neo 2 besitzt insgesamt sechs Ebenen. Dabei entsprechen die ersten beiden Ebenen den deutschen Klein- und Großbuchstaben und sind wie bei üblichen Layouts per Umschalt erreichbar. Die dritte Ebene lässt sich über die Mod3 erreichen, welche unter QWERTZ der Feststelltaste und der Doppelkreuztaste # entspricht, und enthält häufige Satz- und Sonderzeichen. Beim Entwurf dieser Ebene wurden Bi- und Trigramme berücksichtigt, die beim Programmieren, in Wikis, beim Chatten oder in der Kommandozeile der gängigen Betriebssysteme häufig gebraucht werden.
Die vierte Ebene lässt sich über die Mod4 erreichen, welche unter QWERTZ der Taste Alt Gr und der Taste < entspricht, enthält einen Ziffernblock und wichtige Navigationstasten, so dass man die Hände zum Navigieren in einem Textdokument nicht vom Hauptfeld nehmen muss. Indem Neo die Navigationstasten auf dem Hauptfeld erreichbar macht, begegnet es auch der an Reformtastaturen geäußerten Kritik, dass Texteditoren wie Vim schwieriger benutzbar würden. Diese Ebene lässt sich genau wie die zweite einrasten.
Die Ebenen fünf (Umschalt + Mod3) und sechs (Mod3 + Mod4) enthalten schließlich griechische Klein- und Großbuchstaben sowie weitere mathematisch-naturwissenschaftliche Zeichen.

### Zeichenvielfalt und Typografie
Neo ermöglicht das Schreiben praktisch aller Sprachen mit latein-basiertem Alphabet, insbesondere über die toten Tasten und zusätzliche Compose-Kombinationen, von denen Neo zahlreiche eigene mitbringt. Die toten Tasten liegen bei Neo oben rechts und links und erlauben beim Anschlagen der Taste das darauf folgende Zeichen mit dem entsprechenden Diakritikum zu versehen.
So sind nicht nur Gravis, Akut und Zirkumflex, sondern noch zahlreiche weitere Diakritika wie Ringakzent, Breve und Makron möglich, darunter auch die neuartige tote Taste „Drehen“ ↻, die zum Beispiel aus dem Zeichen a ein ɐ erzeugt. Zusammen mit der fünften Ebene kann man mit Neo somit griechische sowie Zeichen des internationalen phonetischen Alphabets erzeugen. Trotzdem ist Neo klar auf die deutsche Sprache ausgelegt, für andere empfiehlt sich eher eine Umstellung der Belegung.
Weiterhin wurden sinnvolle Unicode-Zeichen auf die Tastatur gelegt, für die sonst eine Zeichentabelle bemüht werden müsste, oder die sonst nicht so einfach zu erreichen wären. Unter diesen Zeichen sind unter anderem die in gängigen Typografien üblichen Anführungszeichen („…“), der Gedankenstrich (–), der echte Apostroph (’) und die in Büchern und Zeitungen häufig verwendeten Guillemets (»…«). Außerdem ist das im Juni 2008 standardisierte große ß verfügbar.

### Mathematik und Spezialzeichen
Über die Ebenen fünf und sechs erreicht man die griechischen Buchstaben und zahlreiche für den Formelsatz benötigte Zeichen, zum Beispiel Symbole für Mengen (ℕ, ℝ, ∩, ∪, ⊂), Logik (¬, ∨, ∧, ⇔), Ableitungen (∂, ∇), und viele weitere. Mit Hilfe der Compose-Taste lässt sich beispielsweise über die Folge Compose + = + ⊂ das Teilmengensymbol ‚⊆‘ erzeugen, das auch die Gleichheit enthält.
Zusätzlich sind mit der Tastaturbelegung folgende Zeichen verfügbar:
Biologische Zeichen (♀, ♂, ⚥), Pfeile (↦, ←), physikalische Konstanten (ℏ) und grafische Symbole (✔, ✘, ☺).

### Schreibgeschwindigkeit
Mit der Verkürzung der durchschnittlichen Fingerbewegung wurde auch das Ziel verfolgt, die Tippgeschwindigkeit zu erhöhen. Dazu gibt es bisher jedoch keine wissenschaftliche Untersuchung. Es gibt sowohl Berichte verschiedener Nutzer, die mit Neo eine höhere Geschwindigkeit erreichen, als auch von solchen, die mit anderen Tastaturbelegungen, wie zum Beispiel QWERTZ oder Dvorak, vergleichbare Schreibgeschwindigkeiten erreicht haben und keinen Geschwindigkeitsvorteil in Neo sehen. Erfahrungsberichten zufolge erreichen neue Nutzer eine Tippgeschwindigkeit von 100 Anschlägen pro Minute bereits nach zwei bis drei Wochen.

## Entstehungsgeschichte
Die initiale Version 1 wurde 2004 von Hanno Behrens auf der Mailingliste der De-ergo-Tastatur vorgestellt. Der Name Neo ist ein rekursives Akronym und stand ursprünglich für NEO Ergonomic Oops, also „NEO“, später wurde die Deutung auf Neo ergonomisch optimiert festgelegt.
Berücksichtigt wurden dabei Erfahrungen der Dvorak-Tastaturbelegung (um 1932), der ergonomischen Belegung von Helmut Meier (1954) und einige spätere Untersuchungen sowie Versuche, eine ideale Belegung allein über Algorithmen berechnen zu lassen. Statt jedoch wie bei bisherigen ergonomischen Belegungen üblich nur einen rein mathematischen oder rein experimentellen Weg zu beschreiten, greift Neo Erkenntnisse beider auf und kombiniert diese unter Berücksichtigung der Ergonomie und der schnell einprägsamen Anordnung der Tasten. Somit beruht Neo einerseits auf statistischen Erhebungen, insbesondere der Buchstabenverteilung im Deutschen und anderen Sprachen, andererseits auf Untersuchungen zur Ergonomie durch Walter Rohmert, das MARSAN-Institut (1979) oder Malt (1977).
2005 begann man mit Neo 1.1 nachzudenken, wie man die Tasten anordnet, die häufig beim Programmieren gebraucht werden. Darin sind Klammern und Sonderzeichen auf dem Hauptfeld mit Hilfe der Taste Mod3, welche unter QWERTZ der Feststelltaste und der Rautetaste # entspricht und der Taste Mod4, welche unter QWERTZ der Taste Alt Gr und der Taste < entspricht, zu erreichen.

### Neo 2
Die am 29. März 2010 veröffentlichte Version 2 stellt die endgültige Version des Layouts dar und führt zahlreiche grundlegende Änderungen ein:
- In der Hauptebene wurden die Tasten X, J und Q zyklisch vertauscht. Dabei wurde das X auf die linke Hand gelegt, damit die häufig benötigten Tastenkombinationen Strg + X, Strg + C und Strg + V für die Befehle „Ausschneiden“, „Kopieren“ und „Einfügen“ auf einer Hand liegen.[Anm. 1]
- Die Sonderzeichenebene 3 wurde komplett überarbeitet, da die zugehörigen Umschalttasten besser erreichbar werden.
- Die höheren Ebenen 4–6 wurden eingeführt.

### AdNW
Die Tastaturbelegung AdNW („Aus der Neo-Welt“) wurde von Teilen der Neo-Nutzergemeinschaft entwickelt und baut softwaretechnisch auf Neo auf, unterscheidet sich in der Tastenanordnung aufgrund anderer algorithmischer Grundlagen jedoch grundsätzlich von Neo. Seit 2014 ist auch dieses Layout in Linux integriert.

## Plattformen
In Linux ist Neo seit Ende 2006 für das X Window System X.Org bei allen aktuellen Distributionen schon als Variante 1.1 des deutschen Tastaturlayouts enthalten. Seit Ende 2008 ist Neo 2 in X.Org.
Treiber sind für alle gängigen Plattformen, insbesondere Linux, Windows, Mac OS, BSD und Solaris auf der Projektseite herunterladbar.
Zusätzlich steht freie Lernsoftware für Linux, Windows und Mac OS zur Verfügung; die Neo-Lernsoftware ist offizieller Bestandteil des KTouch-Projektes.
Auch unter ChromeOS ist Neo in den deutschen Spracheinstellungen zu finden.
Für Android stehen unter anderem folgende Tastaturanwendungen mit Neo2-Layout bereit:
- AnySoftKeyboard
- External Keyboard Helper (Pro) (ermöglicht die Nutzung mit externen Tastaturen)
- FlorisBoard
- Gboard
- Multiling O Keyboard[11]

## Verfügbarkeit

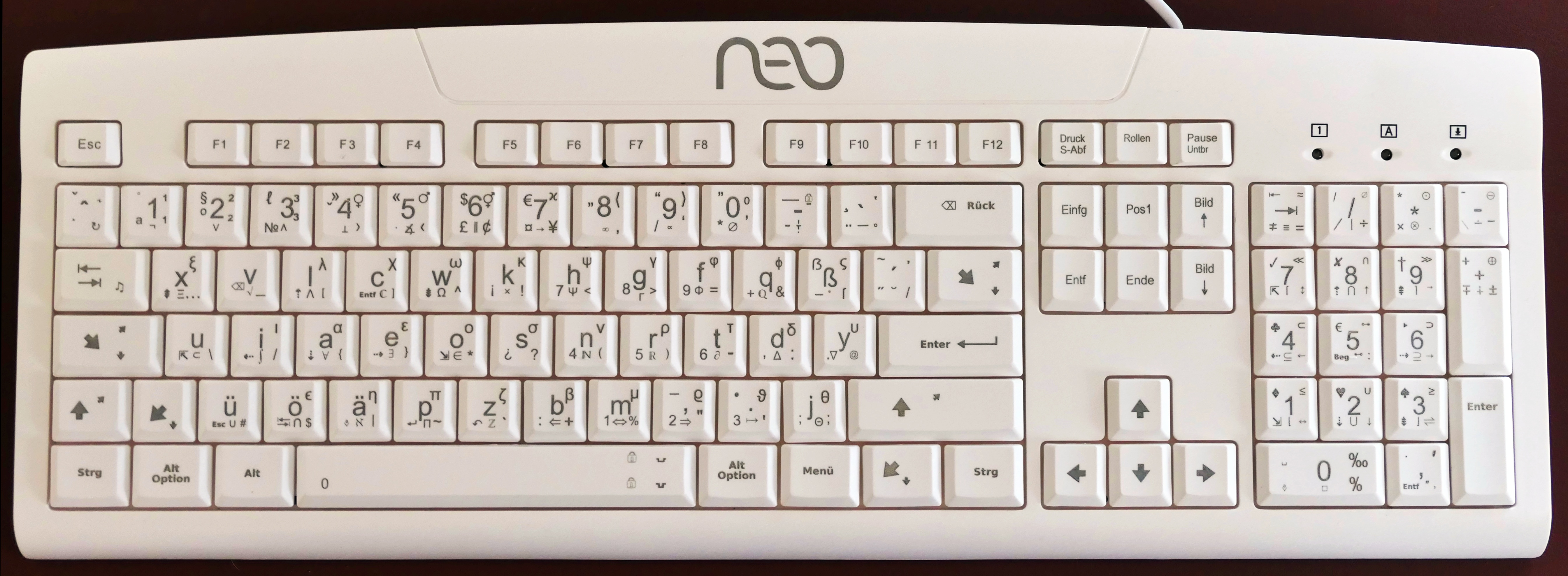
Eine 2017 verfügbare NEO-Tastatur

Eine kommerziell angefertigte Tastatur mit den dem Neo-Projekt entsprechenden Tasten-Beschriftungen ist auf dem Hardwaremarkt fast nicht erhältlich. Bei Bedarf wäre z. B. die Umbeschriftung einer QWERTZ- oder QWERTY-Tastatur beispielsweise mit im Handel erhältlichen Tastatur-Aufklebern vonnöten.

## Rezeption
Jurek Breuninger kommt in einem Beitrag für die Fachzeitschrift c’t aus dem Jahr 2020 zu dem Fazit, Neo sei „ausgereift und alltagstauglich“ und habe sich seit Jahren bei vielen Anwendern bewährt. Ein Artikel in der Publikation Die TeXnische Komödie kommt zu dem Schluss, dass Neo nicht zuletzt „durch die große Anzahl an leicht erreichbaren Sonderzeichen […]  die Arbeit mit modernen TeX-Varianten also sehr viel einfacher machen“ könne.